# Portada/article setembre 23

## Ingmar Bergman
Ingmar Bergman (Uppsala, Suècia, 14 de juliol de 1918 – Fårö, Suècia, 30 de juliol de 2007) fou un cineasta suec. És considerat un dels cineastes més importants de la història, per la magnitud de la seva obra i el seu compromís artístic. Va dirigir més de seixanta pel·lícules i documentals per la televisió i el cinema, els guions de les quals també escrivia, i va dirigir unes cent setanta obres de teatre. En la seva companyia d'actors trobem Harriet Andersson, Liv Ullmann, Gunnar Björnstrand, Bibi Andersson, Erland Josephson, Ingrid Thulin i Max von Sydow. Gran part de les seves pel·lícules van ser rodades a Suècia.